# はつ恋 (2012年のテレビドラマ)
『はつ恋』（はつこい）は、2012年5月22日から7月17日まで、NHKのドラマ10枠（火曜日22:00 - 22:48〈JST〉）で放送された日本のテレビドラマ。主演は木村佳乃。
キャッチコピーは「私の命を救えるのはただ一人 世界で一番憎い初恋の人。」
最終回視聴率が11.9%と『セカンドバージン』が記録していた同枠の単回最高視聴率（11.5%）を更新。2012年8月18日から各回7分追加した「ディレクターズカットスペシャル版」がBSプレミアムにて放送された。2013年、脚本家の中園ミホは今作と『Doctor-X 外科医・大門未知子』で第31回向田邦子賞を受賞した。

## あらすじ
優しい年下の夫・潤と息子・健太と共に幸せな生活を送っていた言語聴覚士の村上緑は、健康診断で肝臓の数値に異常が見つかり、精密検査の結果、肝尾状葉という非常に珍しく手術が困難な部位に癌が出来ていることが判明する。愛する妻のため、医学書や関連本を読み漁り執刀できる医師を探し回る潤は、丁度同じ癌の執刀のために来日していたパリ医科大学教授の三島匡の存在を知る。妻の手術を懇願する潤をすげなくあしらう三島だったが、執刀した患者の容体が急変し死亡したことで、自身の名誉を守るために緑の執刀を請け負う。
執刀医との面会のために来院した緑は、三島の顔を見るなり驚き、思わずその場を走り去ってしまう。三島は、緑が高校生の頃から付き合っていた恋人で、つらい初恋の相手だった。三島だけには切られたくない、心の底からそう願った緑だったが、潤と健太のことを考え手術を受けようと決心する。手術は無事成功し、順調に回復し退院した緑は今まで通りの生活を始め、早々に仕事に復帰するが、胸にかすかな痛みを感じる。術後の検診の後、緑をランチに誘った三島は、「今、幸せなんだね」との問いにうなずく緑を見てパリへ戻る決心がつく。家族に心配をかけまいと痛みを我慢する緑だったが、再発の恐怖が頭をよぎる。仕事中、高熱と痛みに耐えられなくなった緑は思わず三島に電話で助けを求めてしまう。パリへ向かう飛行機に搭乗直前だった三島は急遽病院へ戻り緑に処置を施すが、ベッドに空きがなく三島が居室を提供する。同じ頃、緑と三島が高校の同級生だったことを義父との会話で知った潤は、緑がなぜそのことを隠しているのかと2人の仲を勘繰ってしまう。
三島が自分のためにパリでのキャリアを棒に振ろうとしていることを知った緑は、三島に別れを告げパリへ戻るよう話すが、押しとどめていた思いが湧きあがり、抱き合いキスを交わしてしまう。逃げるように帰宅した緑は潤へ後ろめたさを感じながらも、三島からの電話を待っていた。数日後、緑は三島と沼津のオーベルジュで会い、16年前、三島が妊娠の相談に訪れた緑の話を聞くことなくひどい言葉で一方的に別れを告げた理由を聞く。真実を知った緑は三島への思いをより一層強くするが、家族を思い必死にこらえる。そんな緑の幸せを壊したくないと、三島はパリへ戻る決心がつく。その日の夜、三島からの別れのメールを受け取った緑は、再び家族との穏やかな生活に戻る。
緑の手術から1年後、パリで恩師の蛯名と電話中だった三島は脳出血で突然倒れる。後遺症で失語症を患った三島は、元妻の幸絵に連れられて日本に帰国し、患者として緑と再会する。命を救ってくれた三島を次は自分が救いたい、潤にも事情を話し、言語聴覚士として接することを自分に誓い、三島のリハビリを開始する。利便性を考えて、緑の実家からリハビリに通うことになるが、思うように言葉が出てこないもどかしさと、後輩の医師たちの屈辱的な言葉に悲観した三島は、街をさまよい歩き、緑との思い出の場所である公民館へ行く。幸せだった高校時代の淡い思い出がよみがえり、迎えに来た緑を指差し、昔のように「ドリ」と呼ぶ。その日の夜、緑の父・勝と酒を酌み交わしていた三島は、酔った勝の口から16年前に緑が自分の子を流産していたことを知り、緑への申し訳なさから姿を消してしまう。三島の行方を探してあのオーベルジュへ行った緑は、つたない言葉で必死に詫びる三島に16年前の気持ちを伝え、「あの時に戻れたら…」とつぶやき、一夜を共にしてしまう。寝ずに緑の帰りを待っていた潤は、高校時代にみんなで行った場所で三島を見つけたと緑から聞くが、同級生に確認しそれが嘘だと分かってしまう。
三島から絵文字だけのメールを受け取った緑は公民館へ向かい、家族のためにももう会えないと告げ、互いに別れを惜しんでいると、そこへ潤が現れる。2人が隠れて逢っていた事実に激昂し、緑を家へ連れ帰った潤は冷静さを失わないようにしながら「自分と健太を選んでくれたならそれでいい」と告げるが、緑は嘘をつけなかった。「潤ちゃんのこと大好きだよ」と泣いてすがるが、健太にはもう二度と会わせないと宣告され家を追い出されてしまう。
その後、離婚し1人で生活していた緑を、幸絵から居場所を聞いた三島が迎えに来る。拒否する緑だったが、「もう離さない」と抱きしめられ、一緒に暮らすようになる。それから3年後、緑は言語聴覚士に復帰し、三島は小学校の校医などをして幸せに暮らしていた。しかし、手術から5年目の検診で緑に癌が再発していることが判明する。投薬治療を薦める三島の態度から、緑は自分の病状が重く余命が短いことを悟り、三島は緑が最期の時を家族と過ごせるよう潤に取り計らってもらうのだった。

## キャスト

### 主要人物
村上 緑 - 木村佳乃（1984年代：橋本愛）
旧姓：豊崎。富士峰リハビリセンターリハビリテーション科言語聴覚士。肝臓がんを宣告される。
高校時代から同級生の三島と交際し、彼が東京の医大へ進学した後も遠距離恋愛を続けていたが、妊娠したことを相談しに行った際に妊娠のことを告げる前に「君を好きだと思ったことは一度もない」と一方的に別れを告げられ、子どもも流産してしまう。三島の言葉による失恋で「言葉の持つ力の強さ」を実感し、言語聴覚士になった。以後、35歳で潤と結婚するまで恋愛から遠ざかっていた。
執刀医が三島であることを知り、一度は手術を拒否するが、家族のことを考え手術を受ける。術後、「がんは全て切除した」という三島の言葉を信じ、家族の前では明るく振る舞うが、体調に違和感を覚え、自分は進行がんで既に再発しているのではないかと不安を募らせ、思わず三島に電話で助けを求めてしまう。胸水の貯留を我慢していたことによる痛みであるとの丁寧な説明を受け、安堵する。
三島との過去も含め、潤に対して後ろめたさを感じていたが、三島から16年前の別れの真相を聞き、「君を思わなかった日は一日もない」という三島からのメールを削除し、一度は想いを断ち切ることができた。だが約1年後に三島が患者として自分の元を訪れたのを機に想いが再燃していき、潤への想いとの狭間で苦悩する。
三島 匡 - 伊原剛志（1984年代：小林ユウキチ）
1969年生まれ、静岡県出身。パリ医科大学教授、肝臓外科医の権威。世界初の肝尾状葉単独全切除を執刀するため、日本に帰国する。
手術後は再びパリへ戻る予定だったが、手術内容は完璧だった患者（母校の名誉教授）の容体が急変し亡くなる。自身の名誉を守るために、潤の妻が緑だと知らぬまま、妻の手術を懇願してきた彼の願いを引き受ける。
実家は酒屋だったが、高校時代、恋人だった緑の母親の死をきっかけに医師を目指し、猛勉強の末に東京の医大に進学する。緑との遠距離恋愛は続いていたが、妊娠のことを相談しに東京へ来た緑の話を聞くことなく突き放すような言葉で一方的に別れる。
緑の手術から約1年後、パリに戻り精力的に働いていたが脳出血で倒れ、失語症を患う。幸絵に連れられ日本へ帰国し、富士峰リハビリセンターで患者として緑と再会する。
村上 潤 - 青木崇高
緑の夫。リバーライフ生命営業所所長。はつらつと仕事をする緑に一目ぼれし、何度交際を断られても諦めず想いを伝え、結婚までこぎつけた。
妻の手術を執刀できるのは、偶然日本に帰国していた三島しかいないことを知り、懇願する。妻と三島が同級生だったことを義父との日常会話で知り、緑がなぜ言わなかったのかと関係を勘繰ってしまう。

### 東都医科大学
野田 幾也 - 山中崇
医師、緑の担当医。
高野 秀則 - 中原丈雄
教授。
蛯名 徹 - 平田満　
教授、匡の恩師。
岡倉 - 浜田晃　
名誉教授。
前田 - 山崎一
事務局長。

### その他
豊崎 勝 - 串田和美
緑の父。理容トヨサキを営んでいる。緑が高校生の時、妻が他界する。
村上 健太 - 里村洋
緑、潤の息子。この春、小学校に入学する。
蛯名 幸絵 - 佐藤江梨子
匡の元妻。蛯名教授の娘。
広瀬 光二 - カンニング竹山（1984年代：泉澤祐希）
緑、匡の高校時代の同級生。妻と弁当屋「YO! ヒロセ」を経営している。三島との関係は潤に言わない方が良いと緑に忠告する。
広瀬 ゆり子 - 安藤玉恵
光二の妻。緑、匡、光二の高校の後輩。
酒井 桃子 - 藤澤恵麻
リバーライフ生命の生保レディ。仕事の失敗を助けてもらって以来、潤のことが気になっている。
青山 千香 - ソニン
記者。匡に近づき、どの媒体にも発表されていない世界的な手術成功の記事を掲載し、好評を得る。取材していく中で三島の過去に興味を持っていく。
中山 貞夫 - 大竹まこと
緑の担当患者。病に倒れ、失語症を患う。
雪村 可奈 - 平澤宏々路
16年前、岡倉教授の執刀中、出血性ショックに陥り死亡する。三島は患者を救えず死なせてしまったことを今でも悔やんでおり、このことが原因で渡仏する。

## スタッフ
- 脚本 - 中園ミホ
- 音楽 - 渡辺善太郎
- 演出 - 井上剛、一木正恵、岡田健
- 主題歌 - MISIA「恋は終わらないずっと」（Rhythmedia Tribe）
- 医事監修 - 高山忠利（日本大学医学部）
- 看護指導 - 川原千恵美、松崎玲奈
- 言語聴覚療法監修 - 日本言語聴覚士協会
- フランス語指導 - 杉浦愛力
- ピアノ指導 - 鈴木奈緒
- 理髪指導 - 中川勝利
- 取材協力 - 大原麻美、福田直
- 撮影協力 - 静岡県富士宮市富士市
- 制作統括 - 小松昌代、菓子浩
- 制作著作 - NHK

## サブタイトル
| 各話                                                      | 放送日        | サブタイトル   | 演出     | 視聴率 |
| --------------------------------------------------------- | ------------- | -------------- | -------- | ------ |
| 第1回                                                     | 2012年5月22日 | STAY GOLD      | 井上剛   | 6.6%   |
| 第2回                                                     | 2012年5月29日 | Frozen Memory  | 一木正恵 | 6.7%   |
| 第3回                                                     | 2012年6月5日  | Secret Place   | 一木正恵 | 7.1%   |
| 第4回                                                     | 2012年6月12日 | Innocent Night | 井上剛   | 8.3%   |
| 第5回                                                     | 2012年6月26日 | True Heart     | 井上剛   | 8.9%   |
| 第6回                                                     | 2012年7月3日  | Endless Kiss   | 岡田健   | 8.9%   |
| 第7回                                                     | 2012年7月10日 | Promise        | 一木正恵 | 9.3%   |
| 最終回                                                    | 2012年7月17日 | ONLY LOVE      | 岡田健   | 11.9%  |
| 平均視聴率 8.5%（視聴率は関東地区・ビデオリサーチ社調べ） |               |                |          |        |

- 2012年6月19日は台風4号に伴う「ニュースウオッチ9」拡大放送のため休止。